# Lista de prêmios e indicações recebidos por Ailee
Esta é uma lista de prêmios e indicações recebidos pela cantora e compositora coreana-americana Amy Lee, mais conhecida pelo seu nome artístico Ailee. Ailee estreou com a música "Heaven" em 2012 e recebeu vários prêmios em seu primeiro ano como artista. Ela assinou com a YMC Entertainment na Coreia do Sul e com a Warner Music no Japão.

## APAN Star Awards
| Ano  | Nomeado           | Prêmio                   | Resultado | Ref.  |
| ---- | ----------------- | ------------------------ | --------- | ----- |
| 2014 | "Goodbye My Love" | Best Original Soundtrack | Venceu    | [ 2 ] |

## Asia Artist Awards
| Ano  | Nomeado                                | Prêmio           | Resultadp | Ref.  |
| ---- | -------------------------------------- | ---------------- | --------- | ----- |
| 2017 | Ailee                                  | Popularity Award | Indicado  | [ 3 ] |
| 2017 | "I Will Go to You Like the First Snow" | Best OST Award   | Venceu    | [ 4 ] |
| 2018 | Ailee                                  | Artist award     | Indicado  | [ 5 ] |

## Asia Song Festival
| Ano  | Nomeado | Prêmio          | Resultado | Ref.  |
| ---- | ------- | --------------- | --------- | ----- |
| 2012 | Ailee   | Best New Artist | Venceu    | [ 6 ] |

## Cable TV Broadcasting Awards
| Ano  | Nomeado | Prêmio       | Resultado | Ref.  |
| ---- | ------- | ------------ | --------- | ----- |
| 2015 | Ailee   | Artist Award | Venceu    | [ 7 ] |

## Cyworld Digital Music Awards
| Ano  | Nomeado  | Prêmio                        | Resultado | Ref.  |
| ---- | -------- | ----------------------------- | --------- | ----- |
| 2012 | "Heaven" | Song of the month (Fevereiro) | Venceu    | [ 8 ] |
| 2012 | "Heaven" | Rookie of the month           | Venceu    | [ 8 ] |

## Gaon Chart Music Awards
O Gaon Chart Music Awards, também conhecido como o Gaon Chart K-Pop Awards, é uma prêmiação de música que é realizado anualmente na Coreia do Sul pelo chart de música nacional Gaon Chart. Os finalistas do prêmio são baseados no desempenho do ano no final do ano do Gaon, de acordo com dados de vendas de músicas e álbuns.
| Ano  | Nomeado | Prêmio                     | Resultado | Ref.   |
| ---- | ------- | -------------------------- | --------- | ------ |
| 2013 | Ailee   | New Female Solo Artist     | Venceu    | [ 9 ]  |
| 2015 | Ailee   | Popular Singer of the Year | Indicado  | [ 10 ] |

## Golden Disc Awards
O Golden Disc Awards (hangul: 골든 디스크 어워드) é uma premiação fundada em 1986, que é apresentada anualmente pela Associação da Indústria Musical da Coréia, por realizações notáveis na indústria da música na Coreia do Sul.
| Ano  | Nomeado                                | Prêmio          | Resultado | Ref.   |
| ---- | -------------------------------------- | --------------- | --------- | ------ |
| 2013 | Ailee                                  | Best New Artist | Venceu    | [ 12 ] |
| 2014 | "U&I"                                  | Digital Bonsang | Venceu    | [ 13 ] |
| 2014 | "U&I"                                  | Digital Daesang | Indicado  | [ 13 ] |
| 2015 | "Don't Touch Me"                       | Digital Bonsang | Venceu    | [ 14 ] |
| 2015 | "Don't Touch Me"                       | Digital Daesang | Indicado  | [ 14 ] |
| 2017 | "If You"                               | Digital Bonsang | Indicado  | [ 15 ] |
| 2018 | "I Will Go to You like the First Snow" | Best OST Award  | Venceu    | [ 16 ] |

## Korea Best Star Awards
| Ano  | Nomeado | Prêmio                    | Resultado | Ref.   |
| ---- | ------- | ------------------------- | --------- | ------ |
| 2018 | Ailee   | Korea’s Best Singer Award | Venceu    | [ 17 ] |

## Korea Cable TV Awards
O Korea Cable TV Awards é uma premiação realizada anualmente na Coreia do Sul pela Korea Cable TV Association, em um esforço para promover os melhores conteúdos da Cable TV.
| Ano  | Nomeado                                | Prêmio                           | Resultado | Ref.   |
| ---- | -------------------------------------- | -------------------------------- | --------- | ------ |
| 2017 | ”I Will Go to You Like the First Snow" | Best Original Soundtrack Daesang | Venceu    | [ 18 ] |

## Korea Drama Awards
| Ano  | Nomeado           | Prêmio                   | Resultado | Ref.   |
| ---- | ----------------- | ------------------------ | --------- | ------ |
| 2014 | "Goodbye My Love" | Best Original Soundtrack | Venceu    | [ 19 ] |

## Korean Culture and Entertainment Awards
| Ano  | Nomeado | Prêmio             | Resultado | Ref.   |
| ---- | ------- | ------------------ | --------- | ------ |
| 2013 | Ailee   | Grand Prize Award  | Venceu    | [ 20 ] |
| 2014 | Ailee   | Grand Prize Award  | Venceu    | [ 21 ] |
| 2015 | Ailee   | Singer of the Year | Venceu    | [ 22 ] |

## Melon Music Awards
Melon Music Awards é uma grande prêmiação de música que é realizada anualmente na Coreia do Sul. É conhecido apenas por calcular vendas digitais e votos online para definir os vencedores. O Daesang Award (Grande Prêmio) é o Artista do Ano equivalente a outras prêmiações. Enquanto o Bonsang Awards (Prêmio Principal) é premiado aos 10 melhores artistas, calculando álbum e vendas digitais com votação online e um julgamento final pelos juízes da cerimônia de premiação.
| Ano  | Nomeado                                | Prêmio               | Resultado | Ref.          |
| ---- | -------------------------------------- | -------------------- | --------- | ------------- |
| 2012 | "Heaven"                               | Best R&B/Ballad      | Indicado  | [ 23 ]        |
| 2012 | Song of the Year Daesang               | Indicado             |           | [ 23 ]        |
| 2012 | Ailee                                  | Best New Artist      | Venceu    | [ 23 ]        |
| 2012 | Ailee                                  | Top 10               | Indicado  | [ 23 ]        |
| 2013 | Ailee                                  | Top 10               | Venceu    | [ 24 ]        |
| 2013 | Ailee                                  | Artist of the Year   | Indicado  | [ 24 ]        |
| 2013 | "U&I"                                  | Song of the Year     | Indicado  | [ 24 ]        |
| 2013 | "Shower of Tears"                      | Rap / Hip Hop Award  | Venceu    | [ 24 ]        |
| 2014 | "Singing Got Better"                   | Best Ballad          | Indicado  | [ 25 ]        |
| 2014 | "Singing Got Better"                   | Song of the Year     | Indicado  | [ 25 ]        |
| 2017 | Ailee                                  | Top 10               | Indicado  | [ 26 ] [ 27 ] |
| 2017 | Ailee                                  | Kakao Hot Star Award | Indicado  | [ 26 ] [ 27 ] |
| 2017 | "I Will Go to You Like the First Snow" | Song of the Year     | Indicado  | [ 26 ] [ 27 ] |
| 2017 | "I Will Go to You Like the First Snow" | Best OST Award       | Venceu    | [ 26 ] [ 27 ] |

## Mnet Asian Music Awards
O Mnet Asian Music Awards, antigamente "M.net KM Music Festival" (MKMF) (1999–2008), é uma prêmiação de música K-pop que é realizada pela Mnet Media anualmente na Coreia do Sul.
| Ano  | Nomeado                                | Prêmio                          | Resultado | Ref.   |
| ---- | -------------------------------------- | ------------------------------- | --------- | ------ |
| 2012 | Ailee                                  | Best New Female Artist          | Venceu    | [ 28 ] |
| 2012 | Ailee                                  | UnionPay Artist of the Year     | Indicado  | [ 28 ] |
| 2013 | "U&I"                                  | Best Vocal Performance - Female | Venceu    | [ 29 ] |
| 2013 | "U&I"                                  | UnionPay Song of the Year       | Indicado  | [ 29 ] |
| 2013 | Ailee                                  | Best Female Artist              | Indicado  | [ 29 ] |
| 2013 | Ailee                                  | UnionPay Artist of the Year     | Indicado  | [ 29 ] |
| 2014 | Ailee                                  | Best Female Artist              | Indicado  | [ 30 ] |
| 2014 | Ailee                                  | UnionPay Artist of the Year     | Indicado  | [ 30 ] |
| 2014 | "Singing Got Better"                   | Best Vocal Performance - Female | Venceu    | [ 30 ] |
| 2014 | "Singing Got Better"                   | UnionPay Song of the Year       | Indicado  | [ 30 ] |
| 2014 | "Don't Touch Me"                       | UnionPay Song of the Year       | Indicado  | [ 30 ] |
| 2014 | "Don't Touch Me"                       | Best Female Dance Performance   | Indicado  | [ 30 ] |
| 2015 | Ailee                                  | Best Female Artist              | Indicado  | [ 31 ] |
| 2015 | Ailee                                  | UnionPay Artist of the Year     | Indicado  | [ 31 ] |
| 2015 | "Mind Your Own Business"               | Best Vocal Performance - Female | Venceu    | [ 31 ] |
| 2015 | "Mind Your Own Business"               | UnionPay Song of the Year       | Indicado  | [ 31 ] |
| 2016 | Ailee                                  | Best Female Artist              | Indicado  | [ 32 ] |
| 2016 | Ailee                                  | UnionPay Artist of the Year     | Indicado  | [ 32 ] |
| 2016 | "If You"                               | Best Vocal Performance - Female | Venceu    | [ 32 ] |
| 2016 | "If You"                               | UnionPay Song of the Year       | Indicado  | [ 32 ] |
| 2017 | "I Will Go to You Like the First Snow" | Best Original Soundtrack        | Venceu    | [ 33 ] |

## MnetPré-Grammy Awards
| Ano  | Nomeado | Prêmio                 | Resultado | Ref.   |
| ---- | ------- | ---------------------- | --------- | ------ |
| 2013 | Ailee   | Mnet Rising Star Award | Venceu    | [ 34 ] |

## SBS Awards Festival
| Year | Nomeado | Prêmio           | Resultado | Ref.   |
| ---- | ------- | ---------------- | --------- | ------ |
| 2014 | Ailee   | Best Female Solo | Venceu    | [ 35 ] |
| 2014 | Ailee   | Top 10 Artists   | Venceu    | [ 35 ] |

## Seoul International Drama Awards
| Ano  | Nomeado                                | Prêmio                       | Resultado | Ref.   |
| ---- | -------------------------------------- | ---------------------------- | --------- | ------ |
| 2017 | "I Will Go to You Like the First Snow" | Outstanding Korean Drama OST | Venceu    | [ 36 ] |

## Seoul Music Awards
| Ano  | Nomeado                                | Prêmio                        | Resultado | Ref.   |
| ---- | -------------------------------------- | ----------------------------- | --------- | ------ |
| 2013 | Ailee                                  | New Artist Award              | Venceu    | [ 37 ] |
| 2016 | Ailee                                  | Best Female Dance Performance | Venceu    | [ 38 ] |
| 2018 | Ailee                                  | Popularity Award              | Indicado  | [ 39 ] |
| 2018 | Ailee                                  | Hallyu Special Award          | Indicado  | [ 39 ] |
| 2018 | Ailee                                  | Bonsang Award                 | Indicado  | [ 39 ] |
| 2018 | "I Will Go to You Like the First Snow" | OST Award                     | Venceu    | [ 39 ] |

## Seoul Success Awards
| Ano  | Nomeado | Prêmio       | Resultado | Ref.   |
| ---- | ------- | ------------ | --------- | ------ |
| 2013 | Ailee   | Artist Award | Venceu    | [ 40 ] |

## Soribada Best K-Music Awards
| Ano  | Nomeado                                | Prêmio          | Resultado | Ref.   |
| ---- | -------------------------------------- | --------------- | --------- | ------ |
| 2017 | "I Will Go to You Like the First Snow" | Best Hallyu OST | Venceu    | [ 41 ] |
| 2017 | Ailee                                  | Bonsang Award   | Indicado  | [ 42 ] |
| 2018 | "Fly Away"                             | Bonsang Award   | Indicado  | [ 10 ] |

## Programas de música

### Show Champion
| Ano  | Data          | Canção                   | álbum          |
| ---- | ------------- | ------------------------ | -------------- |
| 2013 | 24 de Julho   | "U&I"                    | A's Doll House |
| 2014 | 15 de Janeiro | "Singing Got Better"     | Sem álbum      |
| 2014 | 15 de Outubro | "Don't Touch Me"         | Magazine       |
| 2015 | 7 de Outubro  | "Mind Your Own Business" | VIVID          |

### M Countdown
| Ano  | Data         | Canção           | Álbum    |
| ---- | ------------ | ---------------- | -------- |
| 2014 | 9 de Outubro | "Don't Touch Me" | Magazine |

### Music Bank
| Ano  | Data           | Canção            | Álbum          |
| ---- | -------------- | ----------------- | -------------- |
| 2012 | 23 de Novembro | "I Will Show You" | Invitation     |
| 2013 | 26 de Julho    | "U&I"             | A's Doll House |
| 2013 | 2 de Agosto    | "U&I"             | A's Doll House |
| 2014 | 10 de Outubro  | "Don't Touch Me"  | Magazine       |

### Inkigayo
| Ano  | Data         | Canção           | Álbum    |
| ---- | ------------ | ---------------- | -------- |
| 2014 | 5 de Outubro | "Don't Touch Me" | Magazine |